# Moving Hearts
I Moving Hearts sono un gruppo folk-rock irlandese fondato nel 1980 da Christy Moore (già fondatore dei Planxty).

## Storia dei Moving Hearts
Il loro sound, una sapiente miscela di elementi tradizionali irlandesi e musica rock, è riuscito ad ottenere un discreto successo in Irlanda e nei paesi anglofoni ma, nonostante questo, la loro produzione si è fermata al terzo disco studio.
Il tema politico ricorre spesso nelle loro canzoni ed è posto particolare accento alle rivolte irlandesi per la conquista dell'indipendenza dall'Inghilterra (ad esempio Irish Ways and Irish Laws), troppo spesso e troppo rapidamente dimenticate, secondo i Moving Hearts, da politici e storici contemporanei.
Nel 2007 il gruppo si è riunito e ha fatto una serie di concerti a Dublino ha partecipato all'Hebridean Celtic Festival a Stonorway.

## Formazione

### Formazione attuale
- Donal Lunny - bouzouki, chitarra acustica, autore dei brani
- Davy Spillane - uillean pipes, whistles
- Keith Donald - sax
- Eoghan O'Neill - basso
- Matt Kelleghan - batteria
- Noel Eccles - percussioni
- Anthony Drennan - chitarra elettrica
- Kevin Glackin - violino
- Graham Henderson - tastiere

## Ex membri
- Christy Moore - cantante, autore dei testi
- Brian Calnan - batteria
- Declan Sinnott - chitarra

## Discografia
- 1981 - Moving Hearts
- 1982 - Dark End of the Street
- 1983 - Live Hearts (Live)
- 1985 - The Storm
- 2007 - Live in Dublin (Live)

### DVD
- 2007 - Live in Dublin (Live)